# 北陸日本電気ソフトウェア
北陸日本電気ソフトウェア株式会社（ほくりくにっぽんでんきソフトウェア）は、かつて存在した日本電気（NEC）の子会社。石川県白山市に本社を置き、通称は「NECソフトウェア北陸」であった。
2014年4月に、他のNECソフトウェアグループ6社とともに、NECソリューションイノベータに再編統合された。

## 概要
- 1983年 - 石川県金沢市香林坊にて設立。
- 1986年 - 本社移転。
- 1999年 - ISO9001認証取得。
- 2004年 - ISO14001認証取得。
- 2014年 - 4月1日付でNECソリューションイノベータに統合される。